# Premio San Pellegrino
Il Premio San Pellegrino è un concorso nazionale di poesia che prende il nome dalla città che lo ospita, San Pellegrino Terme.

## Dal 1946 al 1950
La sua prima edizione si tenne nel 1946 per volontà dell'allora sindaco Gian Pietro Galizzi e Lionello Fiumi, i quali cercavano un modo efficace per sopperire alle profonde carenze della poesia italiana.
L'obiettivo di questo evento era la promozione di nuove vie compositive, moderne e capaci di andare oltre l'ermetismo e il surrealismo, che fossero al contempo capaci di non subire l'influenza della poesia straniera e nel luglio 1946, nel secondo numero della rivista “Misure”, viene pubblicato il regolamento del Premio, di cui il primo punto recita:
Il concorso è aperto a tutti i poeti italiani che non siano stati distinti da altri premi, di tendenza moderna, improntata però a chiarezza sanamente italiana, e questo criterio, insieme con quello della schietta personalità dell'autore, informerà particolarmente la giuria.
La giuria era composita e contava personaggi del calibro di Francesco Flora, Ugo Betti, Giulio Caprin, Giuseppe Villaroel, Paolo Buzzi, Giancarlo Vigorelli, Giorgio Ferrante, oltre ad Alberico Sala e al suo Presidente Lionello Fiumi.
I poeti potevano partecipare presentando un volume composto da non meno di cinquecento versi inediti.
Il montepremi complessivo del Premio era inizialmente di 50 000 lire, per poi aumentare a 100 000 l'anno successivo e raggiungere la quota di 200 000 lire nel 1949.
Ovviamente nel corso degli anni non mancarono periodi meno floridi e di critica, dovuti essenzialmente alle numerose personalità che animavano la scena letteraria del dopoguerra, ma ciò non impedì al festival di aumentare, anno dopo anno, la sua popolarità, al punto che nel 1950 vi parteciparono 309 poeti provenienti non solo dall'Italia, ma anche dal resto d'Europa.
Nello stesso anno su questo evento gravarono problemi economici tali che né gli organizzatori né gli amministratori politici della zona furono in grado di risolvere, quindi il concorso terminava con la quinta edizione.

### Albo d'oro (1946 - 1950)

#### 1946
1º premio ex aequo Luigi Bartolini, Giacomo Falco e Fernanda Regàlia Fassy;

#### 1947
1º premio ex aequo Padre David M. Turoldo, Mario Stefanile e Maria Lilith;

#### 1948
1º premio Elpidio Jenco;
"Lauri" a Raul Diddi di Prato, Luigi Fiorentino di Siena, Luciana Frassati di Biella, Pier
Luigi Mariani di Rieti, Carlo Martini di Milano, Franco Matacotta di Fermo, Niccolò  
Sigillino di Roma;

#### 1949
1º premio ex aequo Gaetano Arcangeli e Pier Luigi Mariani;
"Lauro d'Oro di S.Pellegrino honoris causa" a Titta Del Valle di Firenze;
"Lauro d'argento" a Elio Filippo Accrocca di Roma;

#### 1950
1º premio ex aequo Luigi Fiorentino e Carlo Martini;
"Lauri d'argento" a Orazio Santini di Bergamo;

## Il 1954: Gli Incontri Letterari
Dalle ceneri del Premio San Pellegrino prende vita, nel 1954, una manifestazione atipica e molto innovativa: “Gli Incontri Letterari”.
Finalità di questo evento, come il Premio che era andato a sostituire, era la modernizzazione della poesia italiana e il superamento della crisi culturale che caratterizzava il Paese nel dopoguerra.
La novità peculiare era data dall'organizzazione di questo incontro, infatti era presieduto da una decina di letterati, ognuno dei quali presentava uno scrittore o poeta le cui composizioni erano ancora inedite.
La giuria, composta dagli stessi letterati già affermati, decideva a chi assegnare il primo e secondo premio, consistenti rispettivamente in 500 e 200 000 lire.
Giudici della manifestazione furono Cecchi, Ungaretti, Comisso, Léonida Répaci, Ravegnani, Bellonci, de Cespedes, Montale, Piovene, Valeri, Alvaro, del Buono, Flora e Gatto, mentre tra le file dei “giovani” si ricordano Italo Calvino, Guido Lopez, Giorgio Bassani, Enzo Bettiza, Zanzotto, Parise, Piccolo e Bellintani.
Articolato in quattro giorni, l'evento prevedeva convegni, discussioni e dibattiti da cui emersero le figure di Rocco Scotellaro e Umberto Bellintani, il primo premiato alla memoria, l'altro vincitore del “Premio Minerva Italica”.

## La lunga pausa fino al 1987
Dopo gli “Incontri Letterari” del 1954, a San Pellegrino Terme non furono più organizzati eventi simili, fino al 1987, quando venne re-istituito il Premio San Pellegrino, sotto il nome di “Premio Nazionale di Poesia Città di San Pellegrino Terme”.
Ciò fu possibile grazie all'iniziativa di Bonaventura Foppolo e Lucio Klobas e alla disponibilità dell'amministrazione comunale, dell'A.P.T. di Bergamo, della Regione Lombardia e della Società Sanpellegrino S.p.A..
Essendo cambiati radicalmente i tempi, sono conseguentemente cambiate le motivazioni che animano questa iniziativa: non più la ricerca di nuovi stili, ma la diffusione del gusto della lettura e la promozione delle novità editoriali e, contemporaneamente, la rinascita turistica e termale della cittadina bergamasca.
A questa nuova versione della manifestazione possono partecipare tutti quei poeti i cui testi sono stati pubblicati nell'ultimo anno.
È cambiato anche il criterio di scelta del vincitore, infatti ora sono presenti due giurie: una giuria tecnica, il cui compito è scegliere tre finalisti, e una giuria composta da 30 lettori qualificati che devono decidere il vincitore di questa terna.
Alla giuria tecnica si sono alternate, negli anni, importanti personalità del panorama culturale italiano: da Padre David M. Turoldo, Alberico Sala e Domenico Rea che ne hanno fatto parte dal 1987 fino alla loro scomparsa, a Giuliano Gramigna, Maurizio Cucchi e Curzia Ferrari. 
In tempi recenti tra i membri della giuria figuravano Luciano Erba, Giorgio Cusatelli e Gabriele Morelli.

### Albo d'oro (1987 - 1996)

#### 1987
n. partecipanti 38
Finalisti:
Luciano Luisi, con La Sapienza del cuore, Ed. Rusconi, VINCITORE
Vivian Lamarque, con Il signore d'oro, Ed. Crocetti
Valerio Magrelli, con Nature e venature, Ed. Mondadori

#### 1988
n. partecipanti 60
Finalisti:
Roberto Sanesi, con La differenza, Garzanti Editore, VINCITORE
Ermanno Krumm, con Le cahier de Monique Charnay, Campanotto Editore Poesia
Leonardo Mancino, con Dichiarazioni silenzio e giorni, Cappelli Editore

#### 1989
n. partecipanti 61
Finalisti:
Elio Filippo Accrocca, con La distanza degli anni, Ed. Newton Compton, VINCITORE
Milo De Angelis, con Distante un padre, Ed. Mondatori
Osvaldo Salaroli, con Canto dell'esodo, Ed. Crocetti

#### 1990
n. partecipanti 111
Finalisti:
Sebastiana Comand, con La sembradora, Ed. Campanotto, Udine, VINCITORE
Giuliano Gramigna, con Coro, Ed. Campanotto, Udine
Renata Spinella, con Fratello silenzio sorella solitudine, Ed. Del Leone, Venezia

#### 1991
n. partecipanti 134
Finalisti:
Gabriella Leto, con Nostalgia dell'acqua, G. Einaudi Editore, Torino, VINCITORE
Giorgio Luzi, con Mosaico dei rifugi, Crocetti Editore Milano
Antonio Facchin, con Per antica meraviglia, Ed. Amadeus, Montebelluna (Tv)

#### 1992
n. partecipanti 75
Finalisti:
Ermanno Krumm, con Novecento, Giulio Einaudi Editore, Torino, VINCITORE
Dacia Maraini, con Viaggiando con passo di volpe, Rizzoli, Milano
Amelia Rosselli, con Sleep, Garzanti, Milano

#### 1993
n. partecipanti 74
Finalisti:
Paolo Ruffilli, con Camera oscura, Garzanti, Milano, VINCITORE
Gabriella Sica, con Vicolo del Bologna, Ed. Di Pegaso, Viareggio
Patrizia Cavalli, con Poesie, Giulio Einaudi Editore, Torino

#### 1994
n. partecipanti 50
Finalisti:
Tiziano Rossi, con Il movimento dell'adagio, Garzanti Poesia, Milano, VINCITORE
Massimo Scrignoli, con Libro d'acqua, Book Editore, Castel Maggiore (Bo)
Mario Santagostini, con L'olimpiade del '40, Arnoldo Mondadori Editore, Milano

#### 1995
n. partecipanti 46
Finalisti:
Franco Buffoni, con Nella casa riaperta, Campanotto Editore, Udine, VINCITORE
Luigi Ballerini, con Il terzo gode, Marsilio Poesia, Venezia
Gabriele Frasca, con Lime, Giulio Einaudi Editore, Torino

#### 1996
Finalisti:
Vivian Lamarque, con Una quieta polvere, Mondadori Editore, Milano, VINCITORE
Gianni D'Elia, con Congedo della vecchia Olivetti, Giulio Einaudi Editore, Torino
Antonio Riccardi, con Il profitto domestico, Arnoldo Mondadori Editore, Milano

## Dal 1999 ad oggi
Il 31 maggio 1999, prendendo spunto dalle esperienze maturate nel corso degli anni precedenti, viene a costituirsi l'Associazione Festival di Poesia, che nasce grazie alla promozione e alla collaborazione di numerosi enti pubblici e privati presenti nella regione lombarda.
Il Premio San Pellegrino diventa, così, una sezione di un programma più ampio, chiamato “Bergamo poesia” che prevede al suo interno una serie di eventi culturali della provincia di Bergamo ed è così organizzato:
1. "Il lago verde", che si svolge a Casazza ed è orientato verso la ricerca e la sperimentazione poetica;
2. "Scrivere l'epoca", si tiene a Bergamo e, attraverso l'incontro con autori di fama internazionale, punta ad analizzare la situazione culturale italiana ed internazionale;
3. "Elevazione in versi", in cui si esamina lo stato della poesia contemporanea e le sue relazioni con il sacro e la musica, si svolge nelle quattro chiese dei conventi di clausura di Bergamo;
4. "Premio di poesia San Pellegrino", che è la parte conclusiva e forse la più importante del programma.
Sin dagli esordi questo evento ebbe riscontri positivi nell'ambito letterario italiano, riuscendo a coinvolgere scrittori di fama internazionale e offrendo a poeti meno affermati la possibilità di farsi conoscere dal grande pubblico.
Nonostante i numerosi problemi economici ed organizzativi che ne hanno caratterizzato l'evoluzione negli anni, la popolarità di questo premio è costantemente cresciuta e oggi può essere considerato tra i più importanti eventi culturali del panorama culturale europeo.